# 磯島恒夫
磯島 恒夫（いそしま つねお、1941年（昭和16年）8月14日 - ）は、日本の元陸上自衛官。
兵庫県出身。第27代陸上幕僚長。1等陸佐までの職種は野戦特科。

## 略歴
1965年（昭和40年）3月：防衛大学校卒業（第9期）、陸上自衛隊入隊。
1980年（昭和55年）1月：2等陸佐。3月17日：第5特科連隊第3大隊長（1982年8月1日まで）。1984年（昭和59年）7月：1等陸佐に昇任。
1985年（昭和60年）8月8日：陸上幕僚監部付。1986年（昭和61年）8月1日：陸上幕僚監部防衛部防衛課。1987年（昭和62年）3月16日：陸上幕僚監部防衛部防衛課防衛班長。1988年（昭和63年）3月16日：第4特科群長兼上富良野駐屯地司令。1989年（平成元年）3月16日：陸上幕僚監部防衛部防衛課長。1990年（平成02年）7月9日：陸将補に昇任。
1991年（平成03年）3月16日：北部方面総監部幕僚副長。1993年（平成05年）7月1日：陸上幕僚監部防衛部長。1995年（平成07年）6月30日：陸将に昇任、第6師団長に就任。1996年（平成08年）7月1日：陸上幕僚副長に就任。1997年（平成09年）7月1日：北部方面総監に就任。1999年（平成11年）3月31日：第27代 陸上幕僚長に就任。
2001年（平成13年）1月11日：退官。2013年（平成25年）4月29日：瑞宝重光章を受章。

## 栄典
- 瑞宝重光章 - 2013年（平成25年）4月29日